# Tissamaharama Raja Maha Vihara
Le Tissamaharama Raja Maha Vihara est un ancien temple bouddhiste de Tissamaharama, dans la province méridionale du Sri Lanka. C'est l'un des quatre principaux monastères bouddhistes établis au Sri Lanka, après l'arrivée de l'arhant Mahinda Thera dans le pays. Le site du Tissamaharama Raja Maha Vihara a été consacré par Bouddha lui-même, qui y a passé du temps en méditation avec 500 arhats (individus ayant atteint l'illumination), lors de sa troisième visite sur l'île,. Le monastère de Tissamaharama a été reconnu comme un centre éducatif bouddhiste prééminent dans le sud du Sri Lanka du IIIe siècle av. J.-C. au XIe siècle après J.-C. Le Dagoba de Tissamaharama, situé dans les locaux du monastère, est l'un des plus grands stupas du Sri-Lanka. Le chef actuel du Tissamaharama Raja Maha Vihara est le Vénérable Devalegama Dhammasena Nayaka Thera ,.

## Histoire
Sous le règne de l'empereur indien Asoka (304-232 avant notre ère), de nombreux moines bouddhistes remarquables ont été envoyés en tant que missionnaires dans les royaumes voisins pour propager la philosophie bouddhiste. Dans le cadre de ces missions, sous le règne du roi Devanampiya Tissa d'Anuradhapura au IIIe siècle av. J.-C., Arhant Mahinda Thera, le fils de l'empereur Asoka, est arrivé au Sri Lanka. Après le développement de la doctrine du Buddha Sasana au Sri Lanka, les principaux monastères bouddhistes tels que l'Anuradhapura Maha Viharaya et le Mihintale Raja Maha Viharaya ont été implantés dans la région centrale du nord du pays, tandis que leSithulpawwa Rajamaha Viharaya et le Sithulpawwa Rajamaha Viharaya ont été édifiés dans la région méridionale. Selon la chronique Mahawamsa, ce temple a été construit au IIe siècle av. J.-C. sous le nom de Silapassa Pirivena, par le roi  Kavan Tissa (186-161 av. J.-C.) de Ruhuna (sud du Sri Lanka) et sous le règne du roi Ilanaga (38-44 apr. J.-C.) le temple a été agrandi et rénové. Mais selon certains historiens, le temple initialement construit par le roi Mahanaga au IIIe siècle av. J.-C. a été agrandi en tant que temple majeur par le roi Kavan Tissa au IIe siècle av. J.-C.
Les débuts du royaume de Ruhuna remontent au règne du roi Devanampiyatissa au IIe siècle av. J.-C. Pour éviter une tentative d'assassinat, son frère cadet Mahanaga, quitte la capitale de l'époque,Anuradhapura et s'installe dans la région sud de l'île, dont il devient le souverain. Mahanaga est considéré comme le premier roi de Ruhuna, dont la capitale était Magama. Il rend de grands services en améliorant l'agriculture et contribue à l'émergence d'une civilisation pacifique et prospère dans la province méridionale du Sri Lanka. Son fils Yatala-Tissa lui succéde et sait gouverner la province de manière vertueuse. Après Yatala-Tissa, son fils, Gothabhaya devient le roi du sud, et à cette époque le royaume de Ruhuna est bien établi et développé. Le fils de Gothabhaya, Kawan Tissa, monte sur le trône ensuite. Il est considéré comme le fondateur de nombreux monastères bouddhistes situés dans les régions du sud et de l'est du Sri Lanka.
Thissmaharama Vihara était le plus grand monastère bouddhiste du sud historique du Sri Lanka. Parmi les moines bouddhistes résidents de ce grand monastère, on peut citer l'Arhant Mahasiva Thera, l'Arhant Dhammadinna Thera et l'Arhant Pindapathika Tissa Thera. Pour répondre aux besoins en eau du monastère, le roi Kawan Tissa, qui l’a fondé, modifie le Tissa wewa (réservoir) de Tissamaharama, pour l’approvisionner et pour irriguer la région environnante. De nombreux anciens rois du Sri Lanka ont également offert des terres au monastère de Tissamaharama pour le bien-être des moines bouddhistes qui y vivaient. D'après d'anciennes inscriptions sur pierre trouvées, de nombreuses donations de terres au Tissamaharama Vihara ont été faites sous les règnes des rois Jettha Tissa, Wasabha et Mihindu. Du IIIe au Ve siècle, le monastère possédait plus de 18 000 acres de terre. Ces donations de terres ont été faites par les rois pour l'entretien du monastère et du stupa ainsi que pour les besoins des moines résidents.
Les premières preuves de la rénovation de Tissamaharama Vihara remontent au règne du roi Illanaga en 38 apr. J.-C., deux siècles après sa construction initiale. Le roi Voharaka Tissa (215 -237 apr. J.-C.)  au IIIe siècle, apporte également quelques rénovations au stupa. Lorsque l'état du stupa se détèriore à nouveau au VIe siècle, le prince Mahanaga le rénove en 560 apr. J.-C. Sous le règne du roi Vijayabahu Ier (1055-1110 apr. J.-C. ) il est encore rénové. Mais plus tard, Thissamaharama Vihara est attaqué par les armées de l'envahisseur Kalinga Magha au XIIIe siècle. Il semble qu'aucun travail de restauration majeur n'ait été effectué sur ce stupa jusqu'à la dernière moitié du XIXe siècle après cette incursion. Cependant, des sources révèlent qu'en 1662 apr. J.-C. , le roi Veera Parakrama Narendrasinghe fait don de deux terres au temple pour son entretien, alors que Kadurupokune Budhdha Rakkhitha Thero en était le principal titulaire. Mais plus tard au XVIIIe siècle, Tissmaharama Vihara est abandonné après que l'état du temple se soit gravement détérioré, pendant la domination coloniale néerlandaise dans les régions côtières du Sri Lanka.

## Grand stupa

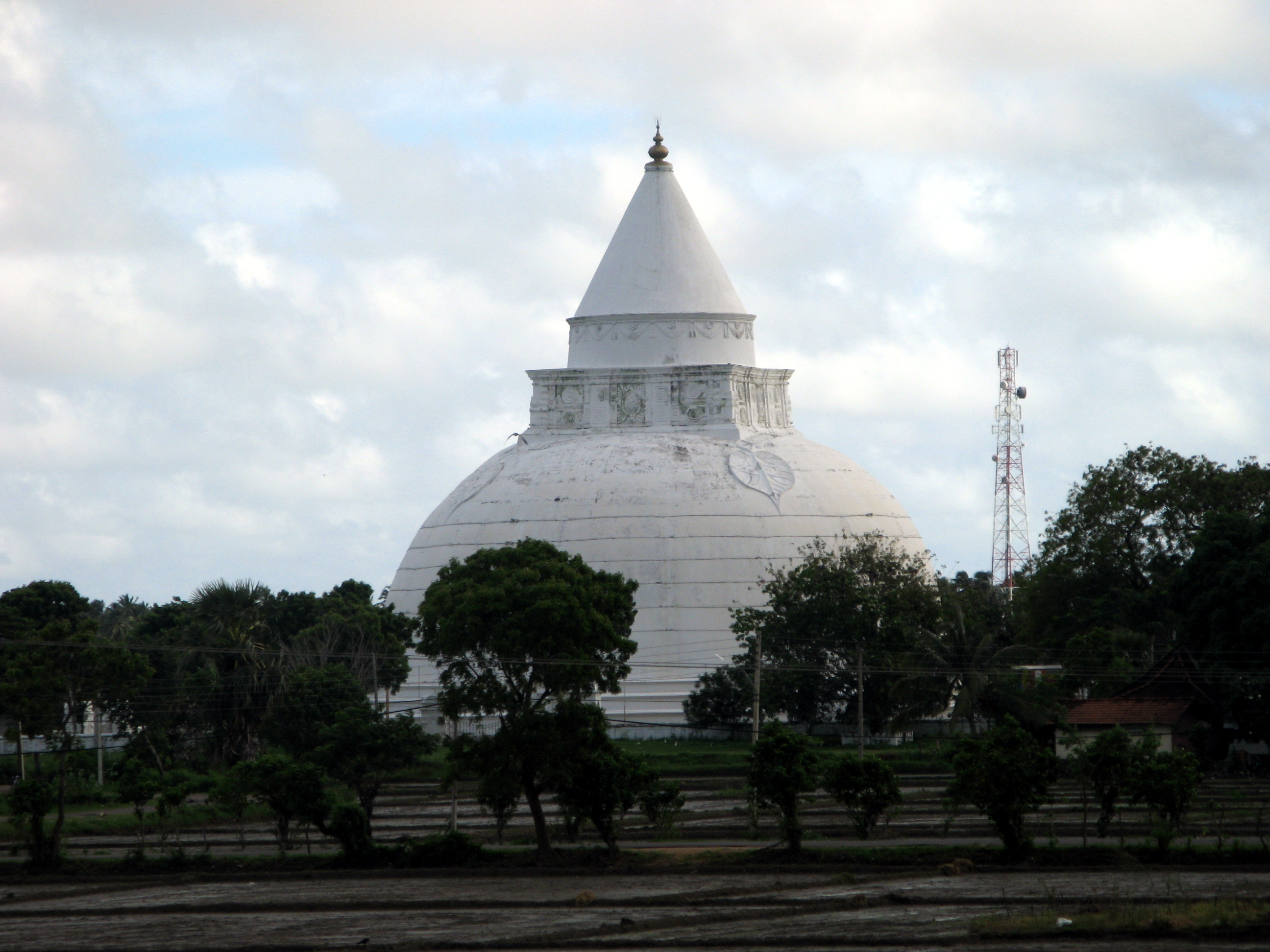
Stupa de Tissamaharama

Le stupa de Tissamaharama est le plus grand stupa de la région méridionale du pays, avec une hauteur de 156 pieds et une circonférence de 550 pieds. Selon les chroniques, le roi Kawan Tissa avait demandé les bénédictions et les instructions de l'Arhant Gothama Thera, conseiller spirituel du roi, lors de la construction du stupa de Tissamaharam. Le stupa a été construit pour commémorer la visite de Bouddha dans la région, à l'endroit même où Bouddha a passé du temps à méditer avec 500 moines bouddhistes arhants. Le stupa, qui a la forme d'une bulle, a été construit à l'aide de briques sur une plate-forme carrée faite de pierres de granit. Le roi Kawan-tissa a reçu les instructions de moines bouddhistes pendant toute la durée de la construction du stupa. Les reliques enchâssées dans ce stupa font l'objet d'un débat. Selon le Mahavamsa, la relique de l'os frontal (Lalata Dhathu) est enchâssée dans le stupa de Tissamaharam en tant que trésor principal. Cependant, certains pensent que la relique de l'os frontal du Bouddha était temporairement enchâssée dans ce stupa, mais qu'elle a ensuite été enchâssée dans le Seruvila Mangala Maha Chethiya. La découverte récente d'une inscription sur un pilier à Kirinda révèle que la relique de la dent gauche du Bouddha était également enchâssée dans ce stupa.

## Restauration
Les travaux de restauration les plus récents de ce stupa commencent en 1858 grâce aux efforts de Wepathaira Sumana Thera, qui redécouvre Thissmaharama Vihara après avoir effectué un pèlerinage dans la région. Il construit une hutte à proximité du stupa et commence à y vivre pour superviser lui-même les travaux de restauration. Il faut attendre 16 ans pour achever les travaux de rénovation du Garbhaya, la partie semi-sphérique du stupa qui mesure 86 pieds de haut. Mais Wepathaira Sumana Thera ne peut pas achever la restauration du Thissmaharama stupa de son vivant et après sa mort, Walpita Medhankara Thero, un de ses frères monastiques prend en charge les travaux de rénovation. En 1878, Walpita Medhankara Thero parvint à achever la restauration du stupa Hatharaskotwa et à y enchâsser des reliques.
En 1882, le gouverneur général britannique de Ceylan, Sir James Robert Longden, visite Thissamaharama Vihara et nomme Walpita Medhankara Thero comme principal titulaire du temple. Il confie également à Siyam Nikaya le pouvoir de s'occuper du Tissamaharama Raja Maha Vihara. En 1895, Walpita Medhankara Thero réussit à achever les travaux de Dewatha Kotuwa et à y enchâsser des reliques. En 1897, le comité de développement du Tissamaharama Raja Maha Vihara est formé sous la direction de Mudaliyar S. F. Jayawickrama de Matara et N. Amarasingha de Tangalle et les travaux de restauration s'achèvent au début du XXe siècle. En 1900, le Koth Kerella du stupa est terminé et son pinacle (Chuda Manikya) est placé le jour de la pleine lune de poya de 1900. Le pinacle est constitué d'une pierre précieuse de couleur rouge qui est importée de Bohême.
Le stupa de Tissamaharama développe une série de fissures verticales tout autour du dôme du stupa et dans d'autres parties autour en 1990. Le département d'archéologie du Sri Lanka et la State Engineering Co-operation interviennent à la demande du supérieur du temple et empêchent l'apparition d'autres fissures en utilisant des câbles en acier galvanisé attachés autour de la circonférence du dôme dans la partie centrale. Ces derniers travaux de réparation s'achèvent en février 1998 pour un coût total de 6 millions de roupies sri-lankaises.